# Леццано, Борис Борисович
Бори́с Бори́сович Леццано (1740—1827) — итальянец, на русской службе дослужившийся до чина генерала от инфантерии. В 1798—1800 годах иркутский военный губернатор.

## Биография
По происхождению итальянец, начал службу при дворе «рейт-пажом» 1 Января 1753 г.; через 2 года, 25 Апреля 1755 г., выпущен в армию прапорщиком, 1 Января 1759 г. произведен в подпоручики, 1 Января 1765 г. — в поручики, в 1767 г., 1 Января — в капитаны, в 1770 г. — в секунд-майоры, а на следующий год, 22 Октября 1771 г. — в премьер-майоры; пробыв в этом чине 6 лет, Леццано 30 Января 1777 г. произведен в подполковники, 21 Апреля 1785 г. — в полковники и ровно через 4 года, в 1789 г., — в бригадиры.
За это время он участвовал в походах: в 1760 и 1761 гг. был в Померании при взятии Кольберга, с 1770 по 1774 г. и в 1788 г. сражался в Польше с конфедератами, участвовал во 2-й Турецкой войне, был во многих делах с турками, в том числе на штурме Измаила и сражении при Мачине.
В 1784 г., 26 Ноября, он получил орден св. Георгия 4-й ст., а 28 июня 1792 г. пожалован был Георгием 3-й степени
Во уважение на усердную службу, отличную храбрость и расторопность, оказанную им при употреблении его к взятию укрепления на острове против Браилова и преуспеяния в том.
Командуя, в чине бригадира, Витебским мушкетерским полком, Леццано 1 Января 1795 г. был произведен в генерал-майоры. Павел I, особенно благоволивший к Леццано, произвел его 8 Февраля 1798 г. в генерал-лейтенанты, с назначением Архангельским военным губернатором, затем, 25 Ноября 1799 г., пожаловал его в генералы от инфантерии, назначив в то же время Иркутским военным губернатором.
03.12.1796-17.12.1796 — шеф Тобольского мушкетерского полка.
06.04.1798-22.09.1798 — шеф Архангельского гарнизонного полка.
22.09.1798-04.03.1800 — шеф Иркутского гарнизонного полка.
04.03.1800-03.07.1801 — шеф гарнизонного полка своего имени.
03.07.1801-26.03.1802 — шеф Иркутского гарнизонного полка.
Будучи в Архангельске, Леццано, в Апреле 1798 г., отобрал привезенную бумагу со знакомь «пагубных французских вольностей», которую Государь приказал сжечь. За время службы в Иркутске он представил проект устройства земель в Забайкалье, положив начало заселению области, установил надзор за Китайской границей, заботился об устройстве Кругобайкальской дороги, учредил в 1801 г. Камчатский ландмилиции полк. 10 июля 1800 года пожалован орденом Св. Иоанна Иерусалинского командорского креста.
Иркутским губернатором Леццано оставался до 1802 г., когда указом 26 Марта 1802 г. был «отставлен от службы», причем предварительно, 25 Января того же года, ему было «дано на замечание, что постройка домов для поселенцев в Забайкалье идет не поспешно», а его преемнику указывалось на «несчастный опыт, при бывшем губернаторе Леццано сделанный, который показал, сколь пагубные последствия имеют распоряжения, на стеснении основанные».
Император Павел пожаловал Леццано имение в Новгородской губернии, где он построил себе усадьбу «Ватагино», которою и до начала XX в. владели его потомки — Дивовы и Храповицкие. Семейное предание передает, что Леццано «явился к государю в неформенной шпаге; на гневное замечание Павла I, Леццано ответил, что „эта шпага была ему пожалована родителем государя, Петром III, почему он её и носит“. Ответь этот сменил царский гнев на милость: Император тут же пожаловал ему свою форменную шпагу и велел её носить». Б. Б. Леццано «оставил по себе память честнейшего, строгого и взыскательного служаки, вспыльчивого и до самой смерти своей — бодрого старика».
Масон, в 1810-е член петербургской ложи «Пламенеющая звезда».
Б. Б. Леццано скончался 5 июля 1827 г. и похоронен на кладбище Фарфорового завода, на Неве.